# Швейк во Второй мировой войне (пьеса)
«Швейк во Второй мировой войне» (нем. Schweyk im zweiten Weltkrieg) — пьеса Бертольта Брехта в жанре антивоенной политической сатиры. Написана в июне 1943 года. Вот что пишет сам Брехт о замысле пьесы 27 мая 1943 года: «Я читал в поезде старого „Швейка“ и был снова поражён огромной панорамой Гашека, истинно отрицательной позицией народа, который сам является там единственной положительной силой и потому ни к чему другому не может быть настроен „положительно“. Швейк ни в коем случае не должен быть хитрым, пронырливым саботажником, он всего лишь защищает те ничтожные преимущества, которые ещё у него сохранились».
Долгое время публиковались только отрывки и стихи из пьесы. Полным отдельным изданием на немецком языке выпущена в 1958 году. На русский язык пьеса переведена непосредственно с рукописи Ильёй Фрадкиным и Александром Голембой и выпущена в издательстве «Искусство» в 1956 году. Персонаж Швейк, заимствованный Брехтом у Ярослава Гашека, перемещён в оккупированную немцами Чехословакию начала 1940-х годов. В большинстве постановок использована музыка Ханса Эйслера — творческого соратника Брехта с 1930-х годов.

## Действующие лица
- Швейк — торговец собаками в Праге
- Балоун — его друг, фотограф
- Анна Копецка — хозяйка трактира «У чаши»
- Молодой Прохазка — её поклонник, сын мясника
- Бретшнейдер — агент гестапо
- Буллингер — шарфюрер войск СС
- Анна — служанка.
- Кати — её подруга.
- Гитлер
- Гиммлер
- Геринг
- Геббельс
- Фон Бок
- Второстепенные персонажи.

## Сюжет
Пролог в высших сферах: Гитлер в окружении высших нацистских чинов даёт распоряжение выяснить, что думает о нём «маленький человек», средний европеец из покорённых стран.
Трактир «У чаши» в Праге. Швейк свои нескончаемые истории и примеры из жизни перемежает то открытой критикой режима, то самыми верноподданическими заявлениями. Пани Копецка просит не вести политические беседы у неё в трактире. Вечно голодный фотограф Балоун интересуется у пьяного эсэсовца, какое пищевое довольствие он получит, если завербуется чешским добровольцем в вермахт. Копецка осуждает его и поёт песню «А что получила солдатка?»:

...А что получила солдатка
Из строгой российской земли?
Пришла из России к ней вдовья вуаль,
Пришла к ней печаль в чужедальнюю даль
Из строгой российской земли.
Чтобы отвлечь Балоуна от мыслей о вербовке, его нужно накормить мясом. Копецка обращается к влюблённому в неё Прохазке с просьбой принести завтра из лавки его отца немного говядины без разрешения и талонов. Хотя это является преступлением, молодой человек соглашается. Входит агент гестапо, провокатор Бретшнейдер. Швейк вступает с ним в опасную словесную дуэль. Произнося формально самые безобидные фразы, он критикует действующий режим. Бретшнейдер, чувствуя подвох, задерживает Швейка. В тайной полиции Швейка допрашивает шарфюрер СС Буллингер, который сначала просто обескуражен словесным напором арестованного. Узнав, что Швейк — бывалый собачник, гестаповец отпускает его, но обязывает выкрасть у местного чиновника Войта собачку породы немецкий шпиц, приглянувшуюся фрау Буллингер. Утром следующего дня в трактир приходит молодой Прохазка, и признаётся, что не решился принести обещанную говядину. Пани Копецка выражает ему полное презрение.
Интермедия в высших сферах: Гитлер даёт распоряжение Герингу и его «министерству рабсилы» усилить привлечение к принудительным работам жителей оккупированной Европы.
Швейк и Балоун похитили шпица у выгуливающих его служанок пана Войты — Анны и Кати. Однако сами тут же задержаны инспектором «Управления добровольной трудовой повинности» и отправлены на железнодорожную станцию для принудительных работ. Шпица успевает спрятать пани Копецка. Через несколько дней основные герои собираются в трактире. Швейк хочет передать хозяйке пакет с мясом на гуляш для Балоуна и по большому секрету сообщает ей, что это — собачатина. Убив шпица, бравый солдат «убил» двух зайцев: избавился от неблагонадёжного пса и обеспечил калорийной пищей голодного Балоуна, готового за солдатский паёк отправиться на фронт. В трактир с обыском врываются эсэсовцы во главе с Буллингером. Шпица они не нашли, но Швейка арестовали, подобрав обвинение в спекуляции мясными продуктами.
Интермедия в высших сферах: Гитлер выслушивает доклад фон Бока о неудачах под Сталинградом и отдаёт распоряжение поставить под ружьё мужское население оккупированных стран.
Швейк в военной тюрьме с другими заключенными, симулирующими различные заболевания, ожидают решения о их годности к военной службе. С улицы раздаются звуки отправки на восточный фронт очередной партии чешских «добровольцев». Из репродукторов звучит Песня Хорста Весселя. Швейк напевает на её мотив свои слова:

...Зовёт мясник. С закрытыми глазами
Скотина прёт по крепкой мостовой.
Погибшие скоты уже не с нами,
Навозный дух их с нами, как живой!..
Швейк отправлен в действующую армию. Неизвестным образом он отстал от части и в одиночку пробирается в Сталинград, где, как он уверяет патруль, она расположена. Морозной ночью, в метель его посещают полу-видения, полу-реальные персонажи. Балоун, клятвенно обещающий не вступать в немецкую армию за жаркое. Молодой Прохазка, который приносит в трактир два фунта говядины. Пьяный фельдкурат Игнаций Буллингер из Меца, ведущий от холода и спиртного самые антирелигиозные и антинацистские речи. Наконец перед Швейком возникает фигура Гитлера. Главный нацист жалуется на неудачи в России:

...от большевиков мне достались в наследство
Разрушенные транспортные средства!
На карте линия от Ростова до Сталинграда
Короче мизинца, но вот досада!
Зима в этом году началась рановато,
Да и расстояние оказалось длинновато,
Не пятого ноября зима началась, а третьего,
Второй уж год здесь морозно и ветрено,
Зима норовит на нас все запасы снега вытрясти,
В этом я вижу пример большевистской военной хитрости.
Фюрер слушает совета Швейка и пытается начать отступление. Но на востоке — большевики, на севере — лютые морозы, на юге — горы трупов, на западе — возмущённый немецкий народ. Гитлер мечется попеременно во всех направлениях, его суетливые движения переходят в агонизирующую пляску. Швейк поёт ему заупокойную:

Нет дороги тебе ни назад, ни вперед,
Ты банкрот в небесах и в аду банкрот...
Нет, не стоит стрелять в тебя ― клятого гада:
Утопить тебя в пакостном нужнике надо!

## Культурное влияние, постановки, отзывы
Романом Гашека «Похождения бравого солдата Швейка во время мировой войны» Брехт заинтересовался ещё в 1920-е годы. В 1928 году он сделал для Эрвина Пискатора инсценировку романа, тогда же поставленную в берлинском Театре на Ноллендорфплац. В своём дневнике 27 мая 1941 года драматург записал: «Я читал в поезде старого „Швейка“ и был снова поражён огромной панорамой Гашека, истинно отрицательной позицией народа, который сам является там единственной положительной силой и потому ни к чему другому не может быть настроен „положительно“. Швейк ни в коем случае не должен быть хитрым, пронырливым саботажником, он всего лишь защищает те ничтожные преимущества, которые ещё у него сохранились. Он откровенно утверждает существующий порядок, столь губительный для него, — поскольку он утверждает вообще какой-то принцип порядка, даже национальный, который выражается для него лишь в угнетении. Его мудрость разрушительна. Благодаря своей неистребимости он становится неисчерпаемым объектом злоупотреблений и в то же время питательной почвой для освобождения».
Мысль Брехта развивает немецкий режиссёр Адольф Дрезен, поставивший пьесу «Швейк во Второй мировой войне» в Грайфсвальде (ГДР) в 1963 году: «(Швейк) не оказывает сопротивление, он сам является сопротивлением… Здесь речь идёт о „маленьком человеке“, который даёт „великим“ основание для многих надежд и расчётов, чтобы их всех разочаровать. Они стоят на нём как на песке… Он подобен камню в мельнице: попав в колесо, камень выскакивает, ничуть не изменившись, а мельница поломана».
Однако автор значительно изменил Швейка, который был задуман Гашеком. Брехт так сформулировал суть этих метаморфоз: «По сравнению со „Швейком“, который я написал для Пискатора, — то было простым монтажом романа, — нынешний „Швейк“ (второй мировой войны) гораздо острее, в соответствии с различием между оседлой тиранией Габсбургов и нашествием нацистов». Как отмечал Эрнст Шумахер, в пьесе Брехта Швейк «изображён в своих поступках более злым, агрессивным, сознательным в отношении к существующему беспорядку».
Брехт написал пьесу в течение одного месяца в Санта-Монике; рассчитывал тогда же поставить её на сцене в Соединённых Штатах, для чего Альфреду Креймборгу был заказан английский перевод «Швейка». Главную роль в пьесе Брехт писал в расчёте на Петера Лорре; музыку он хотел заказать Курту Вайлю, однако Вайль не взялся за эту работу. В итоге музыку написал Ханс Эйслер, включив в «Швейка» и знаменитый «Бараний марш» — пародию на нацистскую «Песню Хорста Весселя».
Перевод «Швейка» на английский, сделанный Креймборгом и оплаченный Петером Лорре, Брехта не удовлетворил, американская постановка так и не состоялась. После войны Брехт не увидел пьесу и в своём театре «Берлинер ансамбль»: в Восточной Германии нацистская тема оказалась под запретом.

### Первые постановки
Первая постановка пьесы была осуществлена в Польше, в варшавском Театре Войска Польского в январе 1957 года, вторая — в Югославии. Премьера на немецком языке состоялась в 1958 году в Городском театре Эрфурта (ГДР). Наиболее успешной оказалась первая постановка «Швейка» в Западной Германии — во Франкфурте-на-Майне в июне 1959 года; поставивший спектакль Гарри Буквиц в следующем году повторил свой успех и в Эссене. Обозреватель Андре Мюллер об эссенской постановке писал: «Это были резкие, сильные удары молота, которые неизменно попадали в цель. Буквиц поставил антифашистскую пьесу, прямо соотнесенную с сегодняшними событиями, полную режущей, безжалостной агрессивности. Буквиц заострил ряд сцен и персонажей. Он до конца уничтожил всякий юмористический тон, он поставил кровавую пародию без тени юмористического компромисса. Эсэсовцы опасно глупы, они беспощадно подавляют сопротивление, и снова становится ясно, каким фашизм был и каким он остается. Театр гудел от энтузиазма. Занавес поднимался более 50 раз… В центре Рурской области, в Эссене, Брехт давал со сцены бой фашизму».
Событием в театральной жизни Европы стала постановка пьесы в миланском «Пиколло-театре» Д. Стрелера в 1960 году, — спектакль получил признание даже на родине драматурга: «В Милане, — писала мюнхенская „Deutsche Woche“, — Брехта поняли — плодотворно, недогматично, творчески. Тут есть чему поучиться». В театре Брехта, «Берлинер ансамбль», пьесу впервые поставили в 1963 году Эрих Энгель и Вольфганг Линцка; как отметил критик Райнер Керндль, это был спектакль «о мудрости народа, которую не обманешь, в его исконном, разоблачительном юморе, но также и о недостаточности пассивного лукавства в борьбе против активных угнетателей…»
В СССР «Швейк во Второй мировой войне» впервые был поставлен в 1963 году в Молдавском музыкально-драматическом театре в Кишинёве. В своей оценке советская пресса сделала упор на идеологические штампы: «(спектакль) звучит как гимн борьбе всех честных людей против фашистского засилья… Спектакль поставлен очень оригинально и остро. Он средствами сатиры рассказывает о борьбе чешского народа с фашистскими оккупантами». В 1969 году Марк Захаров с актёрами Московского театра Сатиры поставил на Центральном телевидении телевизионный спектакль по пьесе Брехта; но на экраны спектакль не был выпущен по соображениям цензуры: в это время набирали силу события в Чехословакии, последовавшие после вторжения войск стран Варшавского договора. Наконец, в 1995 году Марк Розовский в МХТ им. Чехова поставил пьесу под названием «Брехтиана, или Швейк во Второй мировой войне», однако спектакль получился не слишком удачным. 

### Современные постановки
28 декабря 2023 года в Москве в Студии театрального искусства (СТИ) Сергея Женовача состоялась премьера спектакля  "Брехт. Швейк. Вторая мировая" режиссера Уланбека Баялиева, который говорит о пьесе так: "Брехт в Швейке позволяет человеку быть маленьким и при этом делать большое дело. Большое ведь складывается из малого. Еще это история о том, что мир устроен плохо, но надо жить. И жить надо с улыбкой" .

### Наиболее известные постановки
- 1958 — Городской театр Эрфурта. Постановка Ойгена Шауба, художники Зигфрид Бах и Рената Хельд. В роли Швейка — Эрхард Кестер. Премьера состоялась 1 марта.
- 1959 — Театр Франкфурта-на-Майне. Постановка Гарри Буквица, художник Тео Отто. Роли исполняли: Швейк — Ханс Эрнст Егер, Анна Копецка — Лола Мютель, Буллингер — Эрнствальтер Митульский, Балоун — Ханс Дитер Цейдлер. Премьера состоялась 1 июня.
- 1960 — Театр Эссена. Постановка Гарри Буквица. Роли исполняли: Швейк — Ханс Эрнст Егер, Балоун — Вилли Лейрер, пани Копецка — Хильдегард Якобе, Прохазка — Михаэль Энке, Буллингер — Курта Галанского. Премьера состоялась в феврале.
- 1962 — «Пиколло-театр». Постановка Джорджо Стрелера
- 1962 — «Театр де ла сите» г. Виллербана. Постановка Роже Планшона; художник Рене Алльо. Роли исполняли: Швейк — Жан Буиз, Буллингер — Жан Лаврэ, пани Копецка — Пиа Коломба.
- 1963 — «Берлинер ансамбль». Постановка Эриха Энгеля и Вольфганга Линцки. Роли исполняли: Швейк — Мартин Флерхингер, Балоун — Отфрид Кнорр, пани Копецка — Гизела Май, Буллингер — Герман Хисген. Премьера состоялась 1 января.